# Třída Forward
Třída Forward byla třída lehkých křižníků Royal Navy. Celkem byly postaveny dvě jednotky této třídy. Ve službě byly v letech 1905–1921. Účastnily se první světové války. Jednalo se o menší křižníky označované jako Scouts. Měly sloužit jako vůdčí lodi torpédoborců, jejichž novým typům však již nestačily rychlostí.

## Stavba
Britská admiralita objednala stavbu osmi malých průzkumných křižníků, které měly v boji podporovat britské torpédoborce. Zakázka byla rozdělena mezi čtyři loděnice, takže vznikly čtyři třídy křižníků po dvou jednotkách. Jednalo se o třídy Adventure, Forward, Pathfinder a Sentinel. Dvě jednotky třídy Forward postavila v letech 1903–1905 loděnice Fairfield v Govanu.
Jednotky třídy Forward:
| Jméno     | Loděnice         | Založení kýlu  | Spuštěna       | Vstup do služby | Poznámka              |
| --------- | ---------------- | -------------- | -------------- | --------------- | --------------------- |
| Forward   | Fairfield, Govan | 22. října 1903 | 27. srpna 1904 | 22. srpna 1905  | Prodán do šrotu 1921. |
| Foresight | Fairfield, Govan | 24. října 1903 | 8. října 1904  | 8. září 1905    | Prodán do šrotu 1920. |

## Konstrukce

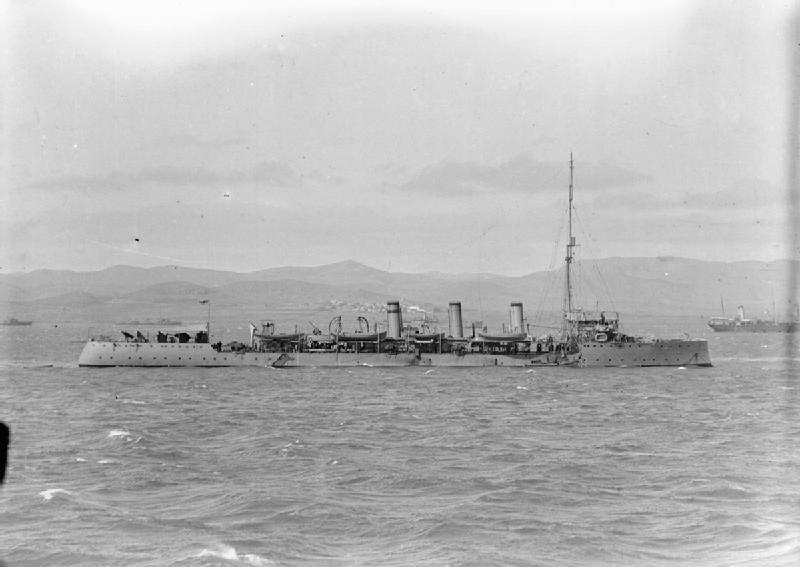
HMS Forward

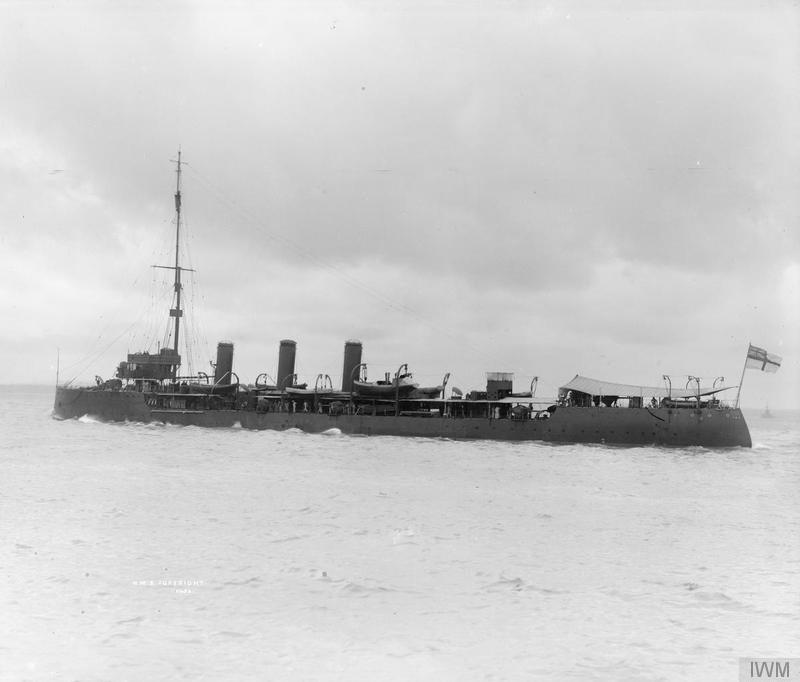
Foresight

Křižníky chránilo lehké pancéřování. Po dokončení nesly deset 76mm kanónů, osm 47mm kanónů a dva 457mm torpédomety. Pohonný systém tvořilo dvanáct kotlů Thornycroft a dva parní stroje s trojnásobnou expanzí o výkonu 16 500 ihp, pohánějící dva lodní šrouby. Nejvyšší rychlost dosahovala 25 uzlů. Dosah byl 3000 námořních mil.

### Modifikace
Křižníky byly po dokončení kritizovány kvůli příliš slabé výzbroji. Nejprve byla jejich hlavní výzbroj posílena o dva 76mm kanóny a všechny 47mm kanóny nahradilo šest kusů ráže 57 mm. V letech 1911–1912 byla instalována nová výzbroj devíti 102mm kanónů.

## Osudy
Obě lodi byly v aktivní službě v době první světové války. Na jejím počátku byly součástí hlídkových sil kontradmirála George A. Ballarda. Foresight byl součástí 6. flotily torpédoborců a Forward vedl 10. flotilu torpédoborců. Při německém ostřelování Scarborough, Hartlepoolu a Whitby dne 16. prosince 1914 byly křižníky Patrol, Forward a ponorka C 9 zaskočeny v přístavu Hartlepool dvěma bitevními a jedním obrněným křižníkem. Všem lodím se podařilo uniknout na moře, Patrol ale byl poškozen. Čtyři muži padli a sedm bylo raněno. Od roku 1915 sloužily ve Středomoří. Obě lodi válku přečkaly — Foresight byl vyřazen roku 1920 a Forward roku 1921.